# Bee Gees My World (EP3)
A Bee Gees My World a Bee Gees együttes egyik kislemeze.

## Közreműködők
- Barry Gibb – ének, gitár
- Maurice Gibb – ének,  gitár, zongora, orgona, basszusgitár
- Robin Gibb – ének
- Alan Kendall – gitár
- Geoff Bridgeford – dob
- Colin Petersen – dob
- stúdiózenekar Bill Shepherd vezényletével

## A lemez dalai
- My World – Mi mundo (Barry és Robin Gibb)  (1971), stereo  4:20, ének: Barry Gibb, Robin Gibb
- I Was The Child  – Cuando era nino (Barry és Maurice Gibb) (1969), stereo 3:14, ének: Barry Gibb
- Cherry Red – Rojo cereza (Barry Gibb) (1966), mono 2:24, ének: Barry Gibb
- On Time – A tiempo (Maurice Gibb) (1971), mono 3:00, ének: Maurice Gibb